# Centrale nucleare di Temelín
La centrale nucleare di Temelín è una centrale nucleare della Repubblica Ceca situata presso la località di Temelín. La centrale è attualmente il più potente impianto dello stato, avendo due reattori VVER1000 da 1923 MW complessivi.

## Espansione dell'impianto
È in fase di proposta l'espansione del sito con l'aggiunta di due nuovi reattori, che erano in previsione negli originari programmi di sviluppo della centrale ma sono poi stati accantonati a causa del crollo dell'Unione Sovietica. Si presume di installare una potenza complessiva prevista fino a 3200 MW, le consultazioni per decidere il tipo di reattore da utilizzare sono attualmente in corso.
La gara d'appalto è stata lanciata nell'agosto 2009, le uniche condizioni per l'impianto sono che sia un reattore di III gen di tipologia PWR. Alla scadenza delle domande di appalto fonti non ufficiali dicono che i reattori proposti sono l'AP1000 nippo-americano, il VVER1200 russo ed l'EPR francese. I colloqui inizieranno a maggio 2010 e le offerte saranno fatte in autunno e la decisione definitiva per il reattore scelto nel 2012. L'utility ceca prospetta di completare l'iter amministrativo in 7-8 anni e di avere le unità 3 e 4 di Temelín in 15 anni.

## Teleriscaldamento
L'impianto supplisce al calore di teleriscaldamento ad una piccola cittadina a 5 km di distanza, sono al vaglio dei programmi di espansione verso České Budějovice